# Juan Claudio Sanahuja
Monsenhor Juan Claudio Sanahuja (Buenos Aires, 16 de setembro de 1947 - ibídem, 23 de dezembro de 2016) era um padre católico e jornalista, conhecido por defender o direito à vida, e escritor criticando os planos da Maçonaria e da Nova Ordem Mundial.
Era doutor em Teologia pela Universidade de Navarra, Espanha.

## Obras
- O Desenvolvimento Sustentável.
- Nova Ética Internacional.
- Cultura da Morte: o Grande Desafio da Igreja
- Poder Global e Religião Universal[1]